# Nhơn Mỹ, Cần Thơ
Nhơn Mỹ là một xã thuộc thành phố Cần Thơ, Việt Nam.

## Địa lý
Xã Nhơn Mỹ có vị trí địa lý:
- Phía đông giáp xã An Thạnh và tỉnh Vĩnh Long qua sông Hậu
- Phía tây giáp xã Kế Sách và xã Phú Tâm
- Phía nam giáp xã Đại Ngãi và xã Trường Khánh
- Phía bắc giáp xã Thới An Hội.

Xã Nhơn Mỹ có diện tích 79,73 km², dân số năm 2024 là 42.213 người, mật độ dân số đạt 529 người/km².

## Lịch sử
Ngày 20 tháng 9 năm 1975, Bộ Chính trị ban hành Nghị quyết số 245-NQ/TW về việc hợp nhất tỉnh Cần Thơ (ngoại trừ huyện Thốt Nốt), tỉnh Sóc Trăng, tỉnh Trà Vinh, tỉnh Vĩnh Long thành một tỉnh, tên gọi tỉnh mới cùng với nơi đặt tỉnh lỵ sẽ do địa phương đề nghị lên.
Ngày 20 tháng 12 năm 1975, Bộ Chính trị ban hành Nghị quyết số 19/NQ về việc hợp nhất tỉnh Cần Thơ (bao gồm cả huyện Thốt Nốt của tỉnh Long Xuyên), tỉnh Sóc Trăng thành một tỉnh mới, tên gọi tỉnh mới cùng với nơi đặt tỉnh lỵ sẽ do địa phương đề nghị lên.
Ngày 24 tháng 2 năm 1976, Chính phủ Cách mạng lâm thời Cộng hòa miền Nam Việt Nam ban hành Nghị định số 3/NQ/1976 về việc hợp nhất tỉnh Cần Thơ, tỉnh Sóc Trăng và thành phố Cần Thơ thành một tỉnh mới, lấy tên là tỉnh Hậu Giang.
Ngày 26 tháng 12 năm 1991, Quốc hội ban hành Nghị quyết về việc chia tỉnh Hậu Giang thành tỉnh Cần Thơ và tỉnh Sóc Trăng.
Ngày 11 tháng 1 năm 2002, Chính phủ ban hành Nghị định số 04/2002/NĐ-CP về việc:
- Thành lập huyện Cù Lao Dung thuộc tỉnh Sóc Trăng.
- Xã An Mỹ và xã Nhơn Mỹ thuộc huyện Kế Sách.
- Xã Song Phụng thuộc huyện Long Phú.

Ngày 26 tháng 11 năm 2003, Quốc hội ban hành Nghị quyết số 22/2003/QH11 về việc chia tỉnh Cần Thơ thành thành phố Cần Thơ trực thuộc trung ương và tỉnh Hậu Giang.
Ngày 23 tháng 12 năm 2009, Chính phủ ban hành Nghị quyết số 64/NQ-CP về việc:
- Thành lập huyện Trần Đề thuộc tỉnh Sóc Trăng.
- Xã An Mỹ và xã Nhơn Mỹ thuộc huyện Kế Sách.
- Xã Song Phụng thuộc huyện Long Phú.

Ngày 4 tháng 10 năm 2016, Thủ tướng Chính phủ ban hành Quyết định số 1900/QĐ-TTg về việc công nhận xã Nhơn Mỹ thuộc huyện Kế Sách là xã đảo.
Tính đến ngày 31/12/2024:
- Xã An Mỹ có 7 ấp: An Nghiệp, Ba, Phú Tây, Phụng An, Trường Lộc, Trưởng Phú, Trường Thọ.
- Xã Nhơn Mỹ có 8 ấp: An Phú Đông, Mỹ Huề, Mỹ Lợi, Mỹ Phước, Mỹ Tân, Mỹ Thạnh, Mỹ Thuận, Mỹ Yên.
- Xã Song Phụng có 4 ấp: Phụng An, Phụng Sơn, Phụng Tường 1, Phụng Tường 2.

Ngày 12 tháng 6 năm 2025, Quốc hội ban hành Nghị quyết số 202/2025/QH15 về việc sắp xếp đơn vị hành chính cấp tỉnh (nghị quyết có hiệu lực từ ngày 12 tháng 6 năm 2025). Theo đó, sáp nhập tỉnh Hậu Giang và tỉnh Sóc Trăng vào thành phố Cần Thơ.
Ngày 16 tháng 6 năm 2025, Ủy ban Thường vụ Quốc hội ban hành Nghị quyết số 1668/NQ-UBTVQH15 về việc sắp xếp các đơn vị hành chính cấp xã của thành phố Cần Thơ năm 2025 (nghị quyết có hiệu lực từ ngày 16 tháng 6 năm 2025). Theo đó, sáp nhập toàn bộ 21,18 km² diện tích tự nhiên, quy mô dân số là 9.216 người của xã Song Phụng  thuộc huyện Long Phú và toàn bộ 29,35 km² diện tích tự nhiên, quy mô dân số là 17.579 người của xã An Mỹ vào toàn bộ 29,20 km² diện tích tự nhiên, quy mô dân số là 15.418 người của xã Nhơn Mỹ thuộc huyện Kế Sách, tỉnh Sóc Trăng.
Xã Nhơn Mỹ có 79,73 km² diện tích tự nhiên và quy mô dân số là 42.213 người.

## Du lịch
Cồn Mỹ Phước là một cù lao nằm giữa sông Hậu trên địa bàn xã Nhơn Mỹ. Đây là một trong những địa điểm du lịch nổi tiếng tại tỉnh Sóc Trăng.